# Ozarba capreolana
Ozarba capreolana là một loài bướm đêm trong họ Noctuidae.